# Banda de Gaitas de Cea
La Banda de Gaitas de Cea (o Banda de Cea) es una agrupación musical de San Cristóbal de Cea (Orense, España) fundada en 1988 y poseedora del mayor palmarés de todas las bandas de gaitas de Galicia. Además de participar en los acontecimientos propios de cualquier banda de gaitas (campeonatos, festivales o actuaciones), la Banda de Cea ha colaborado, en reiteradas ocasiones y desde hace más de diez años, con el famoso gaitero Carlos Núñez en diferentes lugares de España y el extranjero.

## Características
La Banda de Cea es una formación que se encuadra en el marco del movimiento moderno de bandas de gaitas, utilizando percusión de alta tensión y gaitas gallegas marciales para sus actuaciones, conciertos y desfiles. La vestimenta que utiliza está inspirada en la ropa costumbrista que se usaba en la zona a finales del siglo XIX.

## Palmarés
Durante dieciocho años de certámenes de bandas de gaitas, la Banda de Cea ha sido campeona un total de doce veces, siendo la banda más laureada de la historia de los campeonatos de bandas de gaitas: 6 títulos de Liga Gallega de Bandas de Gaitas y 6 títulos de Campeonato Nacional de Bandas de Gaitas.
| Campeonato                                    | Año(s)    |
| --------------------------------------------- | --------- |
| Liga Gallega de Bandas de Gaitas              | 1992-1993 |
| Campeonato Nacional de Bandas de Gaitas       | 1994      |
| Liga Gallega de Bandas de Gaitas              | 1994-1995 |
| Campeonato Nacional de Bandas de Gaitas       | 1995      |
| Liga Gallega de Bandas de Gaitas              | 1995-1996 |
| Medalla de Plata Inverkeithing Highland Games | 1996      |
| Liga Gallega de Bandas de Gaitas              | 1996-1997 |
| Campeonato Nacional de Bandas de Gaitas       | 1997      |
| Campeonato Nacional de Bandas de Gaitas       | 1999      |
| Campeonato Nacional de Bandas de Gaitas       | 2000      |
| Liga Gallega de Bandas de Gaitas              | 2000-2001 |
| Campeonato Nacional de Bandas de Gaitas       | 2002      |
| Liga Gallega de Bandas de Gaitas              | 2007-08   |

| Campeonato                                            | Año(s)    |
| ----------------------------------------------------- | --------- |
| Subcampeonato Liga Gallega de Bandas de Gaitas        | 1991-1992 |
| Subcampeonato Liga Gallega de Bandas de Gaitas        | 1993-1994 |
| Subcampeonato Campeonato Nacional de Bandas de Gaitas | 1996      |
| 2.º Lugar Con Música Propia (Televisión de Galicia)   | 1996      |
| 2.º Lugar Con Música Propia (Televisión de Galicia)   | 1997      |
| Subcampeonato Liga Gallega de Bandas de Gaitas        | 1997-1998 |
| Subcampeonato Campeonato Nacional de Bandas de Gaitas | 1998      |
| Subcampeonato Liga Gallega de Bandas de Gaitas        | 1999-2000 |
| Subcampeonato Campeonato Nacional de Bandas de Gaitas | 2001      |
| Subcampeonato Liga Gallega de Bandas de Gaitas        | 2001-2002 |
| Subcampeonato Liga Gallega de Bandas de Gaitas        | 2002-2003 |

## Actuaciones
A lo largo de su historia, la Banda de Gaitas de Cea ha mostrado su música en diversos rincones del mundo, acudiendo a diversos festivales de talla internacional y a acontecimientos organizados y patrocinados por particulares, ayuntamientos y asociaciones. La Banda ha recorrido gran parte del territorio español y de la geografía europea, destacando su calidad musical y la acogida que el público le ha brindado.
En su periplo europeo, destacan las siguientes actuaciones a lo largo de los últimos años:
- En 1991 se va a Pornichet (Francia) para la promoción del Xacobeo 93.
- Participa también, ese año, en los Belgium Pipe Band Championships (Hasselt, Bélgica) y actúa en el Centro Gallego de Bruselas.
- En 1994, se va al Festival Interceltique de Lorient (Francia), en donde se da la colaboración en concierto con el grupo Matto Congrio, formado por los actuales Carlos Núñez y Berrogüetto.
- Ese mismo año 1994, actúa en el programa navideño de la ciudad de Turín (Italia): concierto en el Teatro Reggio de la ciudad y colaboración en concierto con el conocido gaitero bretón Patrick Mollard.
- En 1995, llega al continente americano para realizar una gira por Venezuela, con actuaciones en la Casa de Galicia de Caracas y de Valencia. También realiza una actuación en el congreso de la FEGAEX celebrado en el Caracas Hilton de Venezuela.
- En 1996, realiza una gira por Escocia y participa en Inverkeithing Highland Games, en los que recibe la medalla de plata, y en Bridge of Allan Highland Games. Además, celebra un concierto en la School of Piping de Glasgow.
- En 1997, repite en el Festival Interceltique de Lorient y actúa en el Festival de Legno de Cuneo (Italia).
- En 2000, realiza una larga gira por la islas británicas que aprovecha para actuar en París, Londres, Dublín y Edimburgo. Aquí, participa en el Edimburgh Millenium Piping Festival ante el Príncipe Carlos de Gales. Se trató de la mayor concentración de gaiteros del mundo, más de 10 000.
- En 2001, participa en Aveiro (Portugal) en el Festival de Bandas e Fanfarras y, ese mismo año, colabora con Carlos Núñez en la Gala de Elección de Miss Portugal celebrada en el Casino de Estoril (Portugal).
- En 2002, actúa en la Feira de Mostras de Aveiro (Portugal) y participa en el festival Celtica celebrado en la provincia de Aosta (Italia), al que regresaría de nuevo en 2003.
- En 2005, participa en el Fest Noz de Guingamp (Francia).

Recorriendo ya la geografía española, la Banda de Gaitas de Cea ha participado en muchos eventos entre los que se encuentran:
- Festival de las Letras Gallegas en 1993 en Ermua (País Vasco),
- Festival del Mundo Celta de Ortigueira en 1995,
- Folk Plasencia en 1997 (donde se produjo una nueva colaboración con Carlos Núñez),
- Certamen Internacional de Bandas de Huesca en 1997,
- Festival de la Solidaridad en Miajadas (Cáceres) en 1998,
- Alcuentros de la Cultura Atlántica de Candás (Asturias) en 1999 y 2006,
- Festival de Bandas de Gaitas de Corvera (Asturias) en 2001,
- Festividad Gallega de Badalona (Barcelona) en 2001,
- Día de Galicia en 2007 organizado por el Centro Gallego de Santander,

## Colaboraciones
La banda ha desarrollado su madurez bajo la colaboración de personas fundamentales y reconocidas en el mundo de las bandas de gaitas como Antón Castro Requeixo (exdirector de la banda), Xosé Luís Foxo, Javier Coia, Allan Chatto, David González Outumuro o José María Muíño.
En actuaciones y cuestiones musicales, ha colaborado con dos de los grandes gaiteros del panorama internacional, Patrick Mollard y el vigués Carlos Núñez.
El idilio con el gaitero gallego ha sido especialmente destacado, pues se inició en el Festival Interceltique de Lorient en 1994 y todavía se alarga hasta los días actuales. Esta colaboración se ha plasmado en más de veinte conciertos y en el disco Carlos Núñez & Amigos en casa, grabado el día del 33º cumpleaños del vigués en el Parque de Castrelos de Vigo ante más de 30.000 personas. La Banda de Gaitas Cea colaboró en ese concierto, entre otros temas, en la interpretación de la melodía de la banda sonora de la oscarizada película Mar Adentro.
Estas colaboraciones con Carlos Núñez se han producido también en otros acontecimientos, multitudinarios y espectaculares, a destacar:
- El Folk Plasencia
- la gira de presentación del disco Mayo Longo, celebrada en Vigo y La Coruña ante más de 60.000 personas,
- la Gala de elección Miss Portugal en 2001,
- el programa Canciones de Navidad de 2005 celebrado conjuntamente con una orquesta de jóvenes músicos dirigida por Emilio Aragón,
- el Concierto Día de Galicia celebrado en la Praza da Quintana de Santiago de Compostela en el año 2002,
- el Concierto Solidario con los afectados por la Marea Negra celebrado en Vigo en las navidades de 2002,
- el concierto de presentación de su disco Almas de Fisterra en sala La Riviera de Madrid,
- su Gira Gallega de 2005 y 2006,
- el XX Aniversario de la Casa Gallega de Hospitalet de Llobregat en diciembre de 2007

## Discografía

### Panadeiriños (1995)
En el mercado discográfico se encuentra el hasta ahora primer y único trabajo publicado de la Banda, Panadeiriños (1995). Este nombre lo lleva en honor al oficio más típico y representativo de San Cristóbal de Cea, conocida como la Tierra del Buen Pan.

### Avance del nuevo disco
Ya ha comenzado la confección del nuevo trabajo discográfico que la Banda de Gaitas de Cea planea sacar en el verano de 2008. Uno de los temas que se incluirán ha sido grabado en directo con el grupo folk Mutenrohi y se trata de una versión de Greenlands, una melodía de Dan ar Braz. Ya puede escucharse en esta dirección 

## Vigésimo aniversario (2008)
Fundada en 1988, la Banda de Cea se prepara para empezar el año de su vigésimo aniversario, una ocasión que quiere conmemorar llevando a cabo nuevos proyectos entre los que se encuentran grabar su segundo disco, editar un libro y acudir a los World Pipe Band Championships, que se celebran en agosto en Glasgow (Escocia).